# بيت الجبل (إب)

تعديل مصدري - تعديل

بيت الجبل هي إحدى قرى عزلة جبل معود بمديرية إب التابعة لمحافظة إب، بلغ تعداد سكانها 219 نسمة حسب تعداد اليمن لعام 2004.